# فالتر هيس
فالتر هيس (بالألمانية: Walther Hess)‏ هو دبلوماسي ألماني، ولد في 12 مارس 1900 في فرانكفورت في ألمانيا، وتوفي في 26 أغسطس 1986 في St Ives, New South Wales ‏ في أستراليا.